# Jon Engström

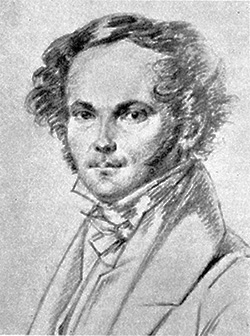
Jon Engström. Teckning av Maria Röhl.

Jon Engström, född 1794 i Fliseryds socken, Småland, död 1870 i Ryssby socken, Kalmar län, var en svensk tidningsredaktör, läkare och författare. Öknamn: Trädoktorn.

## Biografi
Efter tjänstgöring som bataljonsläkare vid Värmlands regemente 1818–1825 ägnade han sig åt skogsavverkning i Kalmar län, där han som "trädoktorn" blev ökänd för sina hänsynslösa metoder. Engström kom i konflikt med flera markägare genom att han grundade sågverk med tillhörande uppdämningar utan att tillfråga markägarna. 
År 1841 grundade Engström Barometern i Kalmar, vars redaktör han var fram till 1851. Han skrev även böcker.